# 페로멕스
페로멕스(스페인어: Ferromex, 이하 FXE)는 멕시코 시티에 본부를 두고 있는 멕시코의 철도회사이다.
FXE의 노선은 주로 멕시코에 놓여 있으며, 멕시코의 유일한 철도 기업이다. FXE가 보유한 노선 총연장은 8,500 킬로미터에 달하며, 클레스 1 철도 기업 중 제일 규모가 작은 편이다.

## 역사
1995년 1월에 에르네스토 세디요 대통령은 북미 자유 무역 협정 가입 이후 경제 위기에 대책의 일환으로 멕시코 철도의 민영화를 진행 하면서 1998년에 설립했다.

## 사진

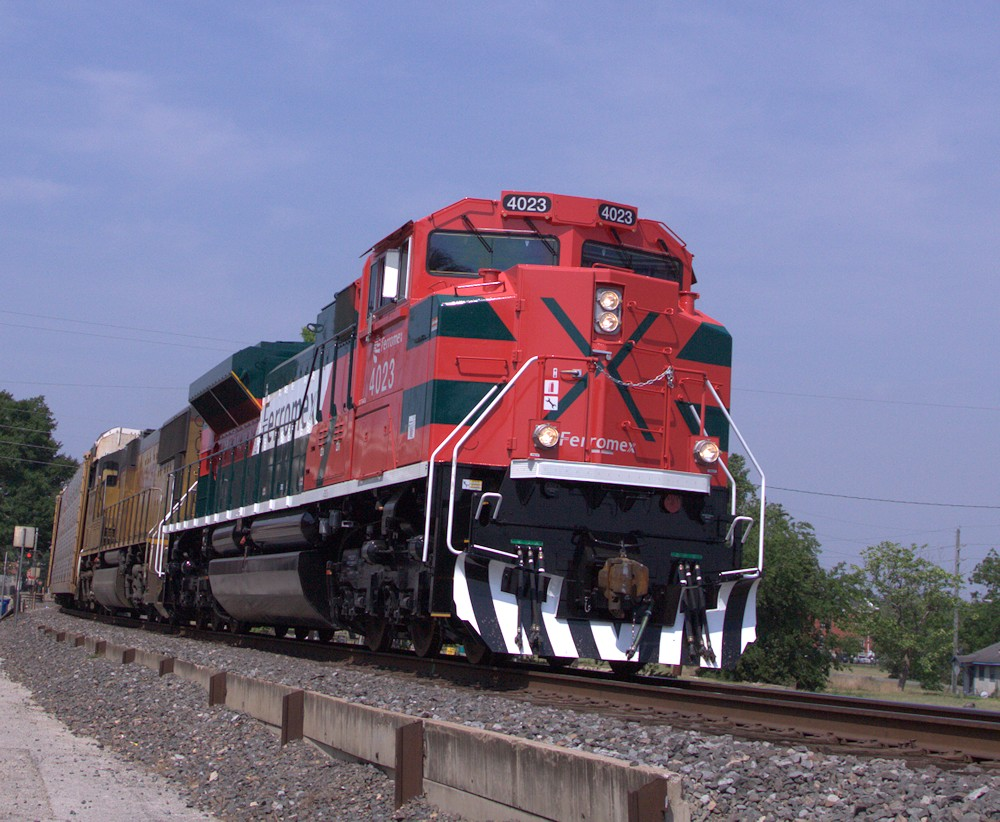
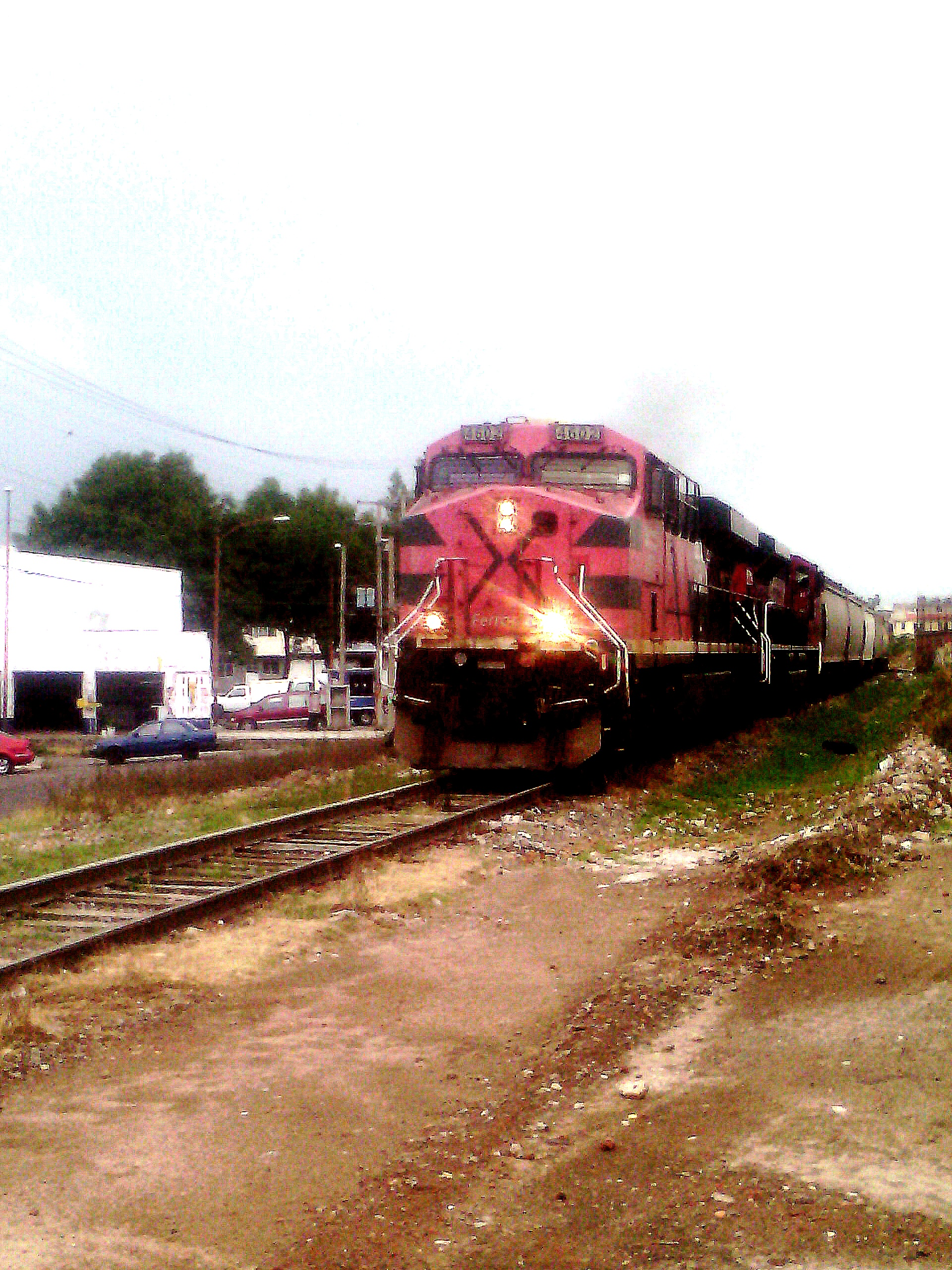
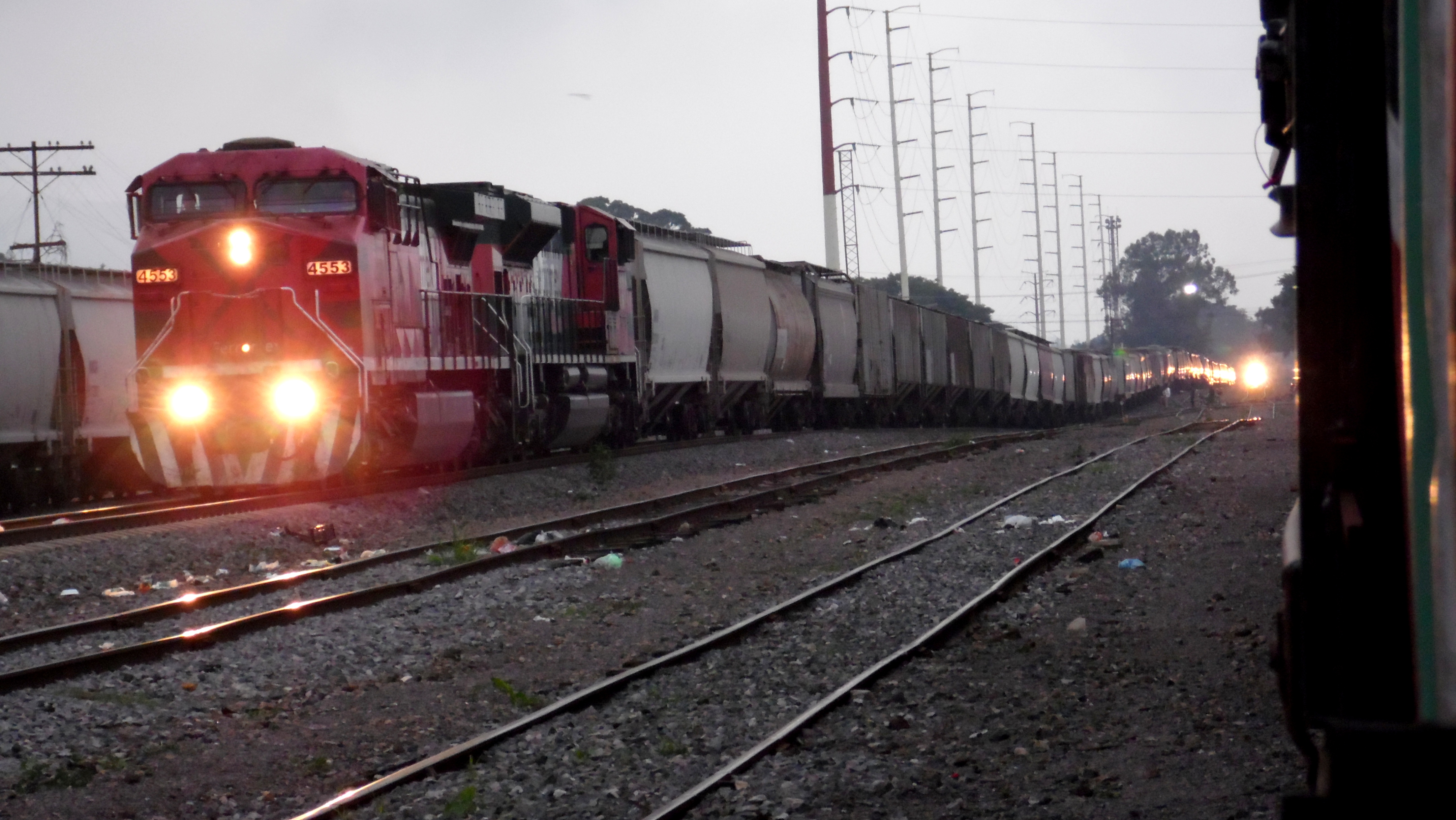

## 운행 노선
- 치와와 태평양 철도
- 테킬라 익스프레스